# Minardi M194
Minardi M194 — гоночный автомобиль Формулы-1, разработанный командой Minardi и построенный для участия в чемпионате 1994 года.

## История
"Живая легенда" Minardi Пьерлуиджи Мартини проводил шестой сезон за команду, за руль второй машины сел завершающий свою карьеру, ветеран Формулы-1 Микеле Альборето, который в 1981 году принёс команде её первую победу в Формуле-2.
Сезон сложился для команды менее удачно, чем предыдущий. В начале сезона Minardi использовала доработанный болид образца 1993 года - модель M193B, а после Гран-при Испании пилоты пересели на новое шасси M194. На обе модели устанавливался прошлогодний мотор Ford HBD V8, который уступал двигателям других команд в мощности, но обладал некоторой надёжностью. На Гран-при Монако ветераны "королевы автогонок" показали, что их рано списывать со счетов: Мартини показал в квалификации 9-й результат, Альборето стартовал в трёх позициях позади. Финишировал Микеле шестым, Пьерлуиджи сошёл. В Испании Мартини финишировал пятым, затем повторил свой успех и во Франции.
По итогам сезона Minardi с пятью очками в четвёртый раз входит в десятку лучших команд.

## Результаты гонок
| Легенда к таблице |                                                                    |
| --- | ------------------------------------------------------------------ |
| В таблице перечислены результаты всех Гран-при Формулы-1, в которых использовался автомобиль. Строками таблицы являются сезоны, столбцами — этапы чемпионата мира. В каждой клетке указаны сокращённое название этапа и результат, дополнительно обозначенный цветом. Расшифровка обозначений и цветов представлена в нижеследующей таблице. |                                                                    |
| \| Пример \| Описание \| \| ------------ \| ------------------------------------------------------------------ \| \| 1 \| Победитель \| \| 2 \| Второе место \| \| 3 \| Третье место \| \| 5 \| Финишировал, заработав очки \| \| Сход \| Не финишировал, но при этом заработал очки \| \| 12 \| Финишировал, не получив очков \| \| НКЛ \| Финишировал, но не попал в финальную классификацию \| \| 15 \| Участвовал вне зачёта, либо по отдельной классификации \| \| 18 \| Не финишировал, но попал в финальную классификацию \| \| Сход \| Не финишировал \| \| НКВ \| Не прошёл квалификацию \| \| НПКВ \| Не прошёл предквалификацию \| \| ДСК \| Дисквалифицирован \| \| ИСК \| Исключён из протокола соревнований \| \| ТТ \| Заявлен для участия только в тренировках \| \| НС \| Участвовал в квалификации, но не стартовал в гонке \| \| Т \| Травмирован или болен \| \| ОТК \| Отказ от участия \| \| НТР \| Прибыл на соревнования, но на трассу не выезжал \| \| НПР \| Был заявлен в числе участников, но не прибыл к началу соревнований \| \| О \| Соревнования отменены \| \| \| Не участвовал \| \| Поул-позиция \| \| \| Быстрый круг \| \| |                                                                    |
| Пример | Описание                                                           |
| 1 | Победитель                                                         |
| 2 | Второе место                                                       |
| 3 | Третье место                                                       |
| 5 | Финишировал, заработав очки                                        |
| Сход | Не финишировал, но при этом заработал очки                         |
| 12 | Финишировал, не получив очков                                      |
| НКЛ | Финишировал, но не попал в финальную классификацию                 |
| 15 | Участвовал вне зачёта, либо по отдельной классификации             |
| 18 | Не финишировал, но попал в финальную классификацию                 |
| Сход | Не финишировал                                                     |
| НКВ | Не прошёл квалификацию                                             |
| НПКВ | Не прошёл предквалификацию                                         |
| ДСК | Дисквалифицирован                                                  |
| ИСК | Исключён из протокола соревнований                                 |
| ТТ | Заявлен для участия только в тренировках                           |
| НС | Участвовал в квалификации, но не стартовал в гонке                 |
| Т | Травмирован или болен                                              |
| ОТК | Отказ от участия                                                   |
| НТР | Прибыл на соревнования, но на трассу не выезжал                    |
| НПР | Был заявлен в числе участников, но не прибыл к началу соревнований |
| О | Соревнования отменены                                              |
| | Не участвовал                                                      |
| Поул-позиция |                                                                    |
| Быстрый круг |                                                                    |

| Год  | Шасси | Двигатель                | Шины | Пилоты    | 1   | 2   | 3   | 4   | 5   | 6   | 7    | 8    | 9    | 10   | 11  | 12   | 13  | 14  | 15   | 16   | Место | Очки |
| ---- | ----- | ------------------------ | ---- | --------- | --- | --- | --- | --- | --- | --- | ---- | ---- | ---- | ---- | --- | ---- | --- | --- | ---- | ---- | ----- | ---- |
| 1994 | M194  | Ford Cosworth HBD 3,5 V8 | G    |           | БРА | ТИХ | САН | МОН | ИСП | КАН | ФРА  | ВЕЛ  | ГЕР  | ВЕН  | БЕЛ | ИТА  | ПОР | ЕВР | ЯПО  | АВС  | 10    | 5    |
| 1994 | M194  | Ford Cosworth HBD 3,5 V8 | G    | Мартини   |     |     |     |     |     | 9   | 5    | 10   | Сход | Сход | 8   | Сход | 12  | 15  | Сход | 9    | 10    | 5    |
| 1994 | M194  | Ford Cosworth HBD 3,5 V8 | G    | Альборето |     |     |     |     |     | 11  | Сход | Сход | Сход | 7    | 9   | Сход | 13  | 14  | Сход | Сход | 10    | 5    |